# Foul

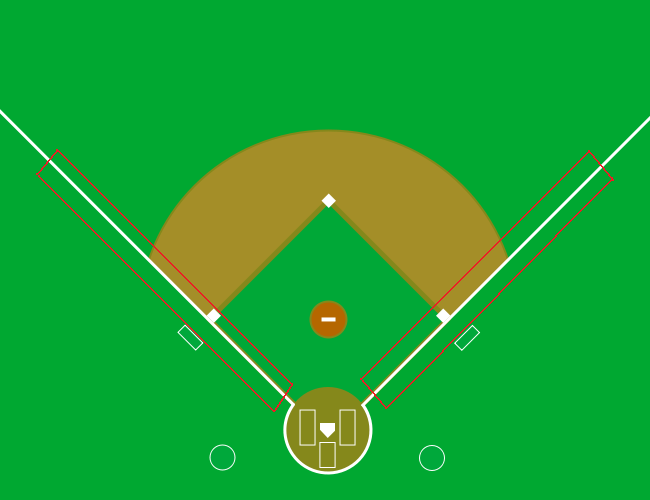
Un campo de béisbol con sus limitaciones para un foul.

En béisbol, el Foul o fao es un término que representa un batazo fuera de la zona legal del juego (como por ejemplo cuando un bateador batea una bola que cae fuera de los límites del campo de béisbol). En un juego de béisbol un foul también es un strike, pero el foul nada más puede contar como strike hasta que el jugador adquiera dos strikes, luego la cantidad de fouls es ilimitada razón por la cual no se da out a un jugador por fouls.

## Límites

### Líneas de limitación

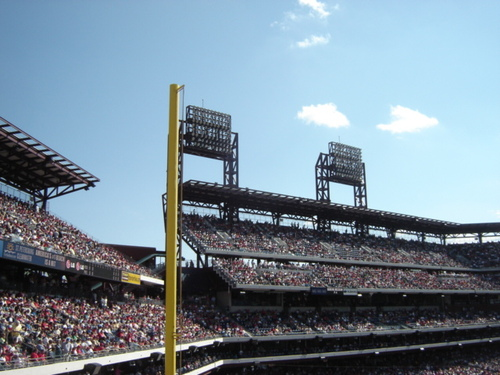
Poste de foul en el Citizen Bank Park, en Filadelfia.

Un campo de béisbol tiene algunos límites para un foul, y estos están definidos por lo general por unas franjas blancas al lado izquierdo y derecho (limitando por la primera y tercera base) y el foul se define cuando una bola es bateada y esta pasa fuera de estas franjas.

### Postes de foul
El propósito de los postes de foul es ayudar a los árbitros (umpires) a decidir si una bola de fly (un elevado) que ha sido bateada por encima de la valla, es foul, o fair. Los postes son una extensión vertical de las líneas de foul. Ambos objetos se utilizan para determinar si una pelota es foul o fair, pero los nombres son engañosos, porque tanto las líneas y los postes están en realidad dentro de territorio fair.